# Terradessus caecus
Terradessus caecus är en skalbaggsart som beskrevs av Watts 1982. Terradessus caecus ingår i släktet Terradessus och familjen dykare. Inga underarter finns listade i Catalogue of Life.